# Karakoramvägen

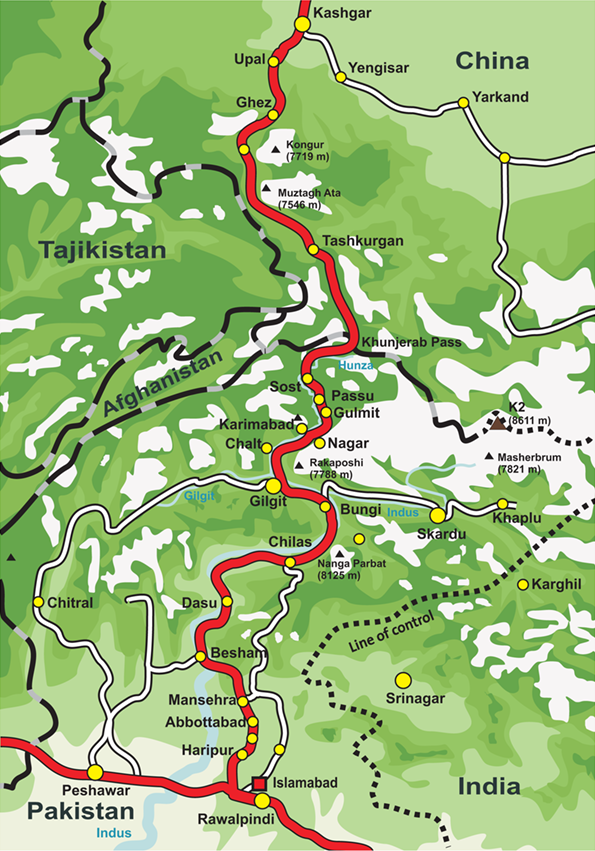
Karta över karakoramvägen

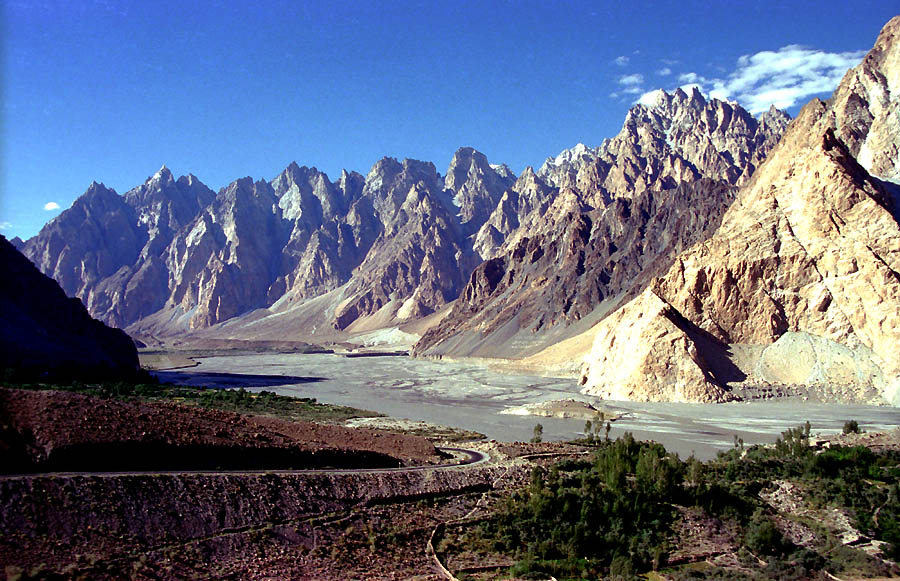
Vägen vid Passu 15 km från staden Gilgit, Pakistan

Karakoramvägen är en väg mellan Pakistan och Kina i Karakorambergen genom Khunjerabpasset. Det är världens högst belägna asfalterade väg, med en maximihöjd på 4 693 meter över havet. Vägens sträckning räknas 1 200 kilometer från Kashgar i Xinjiang i västra Kina till Havelian i distriktet Abbottabad i Pakistan. Vägen är ett populärt turistmål på grund av det höga läget och närheten till de högsta bergstopparna. På grund av det osäkra läget i Kashmir har vägen även militär betydelse. Den byggdes tillsammans av Pakistan och Kina, och stod färdig 1978, efter ungefär 20 års arbete. Flera hundra pakistanska och kinesiska arbetare dog under arbetet.
Vägen är ofta igensnöad vintertid.

## Berg och glaciärer
Karakoramvägen ligger nära de flesta av de högsta topparna i norra Pakistan och i Xinjiang i Kina och några av de största glaciärerna i världen. Då vägen ligger så lättillgängligt, är det en naturlig utgångspunkt för expeditioner till dessa toppar. Fem av de toppar som är över 8 000 m kan nås från vägen.
- K2, gränsar till Kina och Pakistan, 8 611 m;
- Nanga Parbat, Pakistan, 8 125 m;
- Gasherbrum I, gränsar till Kina och Pakistan, 8 080 m;
- Broad Peak, gränsar till Kina och Pakistan, 8 047 m;
- Gasherbrum II-IV, Pakistan, 8 035 m - 7 932 m;
- Masherbrum (K1), Pakistan, 7 821 m;
- Muztagh Ata, Kina, 7 546 m;
- Kongur Tagh, Kina, 7 719 m.

## Sjöar
Flera sjöar kan nås via Karakoramvägen.
- Karakulsjön i Xinjiang (Kina)
- Sheosarsjön i Deosaiplatån (Pakistan)
- Satparasjön i Skardu (Pakistan)
- Shangrilasjön i Skardu (Pakistan)
- Ramasjön nära Astore (Pakistan)